# BEA + Poly-Verlag
Die BEA.SWISS AG (bis 2021 BEA + Poly-Verlags AG) ist ein Schweizer Versandhandelsunternehmen mit Sitz in Brugg. Es wurde 1944 als Kundenbindungssystem für Markenartikel gegründet. Bekannt waren insbesondere die Sammelbilder aus den 1970er-Jahren, welche durch Sammelpunkte auf Produkten des täglichen Bedarfs erworben werden konnten. Kunden können bis heute Sammelpunkte gegen vergünstigte Prämien – Spielzeug, Mal- und Bastelartikel, Sport- und Freizeitartikel, Haushaltswaren, aber auch Schmuck und Accessoires – einlösen. Das Unternehmen ist der einzige verbliebene derartige Anbieter in der Schweiz. Obwohl das Verlagsgeschäft grösstenteils aufgegeben wurde, ist der Firmenname bis heute erhalten geblieben.

## Geschichte
1944 wurde der BEA Verlag in Zürich / Altstetten von Kurt W. Bosshard gegründet, als Kundenbindungssystem für Markenartikel mit Buchprämien.
Als Revolution wurden die Sammelalben fertig gedruckt geliefert. Anders als bei den Silva Büchern oder dem Fip Fop Club, bei welchen die einzelnen Bilder von Hand eingeklebt werden mussten.
1953: Umzug nach Dietikon, nach dem unerwarteten grossen Erfolg musste der Verlag in die neuen Betriebsgebäude in Dietikon umziehen.
1970 kam es zum Zusammenschluss mit dem Poly Verlag, der ebensolche Kundentreue-Systeme sehr erfolgreich in Deutschland betrieb. Die neue Rechtsform lautete nun Bea & Poly Verlags-AG.
1973: Umzug nach Spreitenbach, wo das Unternehmen in der Liegenschaft der Poly Druck AG eingemietet war. Die Sammelbilder wurden in Spreitenbach (Schweiz) gedruckt und der deutsche Ableger Poly-Bilderdienst befand sich in Tiengen. Die Bücher wurden von der Polydruck AG, Graphische Anstalt herausgegeben, die 1993 Konkurs ging.
1978: Verkauf der Liegenschaft in Spreitenbach an den Migros Genossenschaftsbund, worauf man sich entschloss, die Liegenschaft der ehemaligen Möbel Simmen AG in Brugg zu erwerben und die Leitung einem jungen Team unter CEO Werner Bosshard zu übertragen.
Noch heute befindet sich der Sitz, das Service- und Logistikcenter und auch das Entwicklungscenter, in welcher die Neuentwicklung der Spielwaren, Haushalt und Freizeitartikel entsteht, in verschiedenen Liegenschaften in Brugg mit 49 Mitarbeiter.
Am 7. Dezember 2005 erhielt das Unternehmen eine neue Holdingstruktur. Die bis dahin bestehende Bea & Poly Verlags-AG wurde zu BEA International Ltd. umbenannt, welche seither als Dachgesellschaft der Holding mit den Tochterfirmen BEA + Poly-Verlags AG und Poly AG (beide in Brugg) fungiert. 2008 wurde der Sitz des Holding-Dachs nach Sarnen im Kanton Obwalden verlegt, während die Tochterfirmen weiterhin in Brugg ihren Sitz haben.
Weiterhin werden vereinzelt Bücher verlegt, jedoch liegt das Kerngeschäft in der Spielzeugbranche.

### Übernahmen
Im Laufe der Jahre wurden sämtliche Mitbewerber von der BEA + Poly Verlags AG übernommen:
- Avanti-Rabattsystem von Suchard – Übernahme 1998 (von Kraft Foods)
- Silva-Punktesystem von Lindt & Sprüngli/Steinfels/Toni-Molkerei/Thomy Franck AG – Übernahme 2007 (von Bertelsmann)[9][10]
- Mondo-Punktesystem von Nestlé – Übernahme 2012[11]

Noch existierende Avanti-, Silva- und Mondo-Punkte werden bis heute vom BEA + Poly-Verlag akzeptiert.

## Sammelbilder

Ehemaliger Polypunkt rechts, 1970er Jahre. In der Mitte im Kreis wurde die Anzahl angegeben, z. B. 2. Ein Punkt entspricht einem Standardbild.

Rückseite und Umhüllung zweier Sammelbilder

Versandumschlag, Rückseite

Die Sammelbilder, die etwa ab 1970 erschienen, hatten in der Regel das Format 7 × 10 cm und konnten in Alben, meist 20 × 27 cm, mittels Klebstoff eingeklebt werden. Es gab auch Bilder mit den Massen 10 × 15 sowie 14 × 20 cm. Motive gab es aus verschiedenen Bereichen, wie Natur, Tiere, Sport, Technik u. a. Eine Serie bestand meist aus 49 Bildern (auch 80). Die Alben wurden so zu Büchern aus Hardcover mit etwa 64 Seiten und enthielten auch Texte, die von verschiedenen Autoren geschrieben wurden.
Ab 1982 wurde begonnen, die Produktion der Sammelbilder einzustellen. Die letzten Sammelalben erschienen Mitte der 1980er Jahre.
Das Maskottchen der Bilderserien stellt einen anthropomorphen Bären dar. In den 1970er Jahren erschienen die Polypunkte in folgenden Produkten: Gong, Omira Allgäu, odina (Odenwald-Quelle), Rhodius Fruchtsäfte, Hochzeit Nudeln, Drogisten Illustrierte, Uracher Bräu, hella Brunnen, Der Garten (Zeitschrift), kicker und Christinen Brunnen. Konkurrent waren die Pennypunkte (z. B. in der Zeitschrift Yps).

## Weitere Marken
- Mutzli (Teddybären)

## Auszeichnungen
- Deutscher Fotobuchpreis 2008, Kategorie Fotogeschichte/Fototheorie: René Perret: Kunst und Magie der Daguerreotypie. Collection W.+T. Bosshard, BEA-Verlag, Brugg 2008, ISBN 3-905177-52-8.